# 麻田ルミ
麻田ルミ（あさだ るみ、1955年2月20日 - ）は、日本の女優。大阪府八尾市出身。本名、麻田淳子（あさだあつこ)

## 経歴
1965年3月、大阪西野バレエ団に入団しクラシックバレエを学ぶ。1970年10月2日から放映のテレビドラマ「おさな妻」（東京12チャンネル、富島健夫原作のジュニア小説を元にドラマ化）にて等身大の主人公「玲子」を演じた。
1979年以降の俳優活動は確認されていない。

## 出演

### テレビドラマ
- おさな妻（1970年10月2日 - 1971年9月24日、東京12チャンネル） - 玲子
- 明智探偵事務所 第1話「すりかえ大作戦」（1972年4月3日、NHK総合）
- 紫頭巾事件帖 第15話「お化け屋敷の秘密」（1972年7月13日、東京12チャンネル）
- 大江戸捜査網 第78話「悪人と笛吹き少女」（1972年9月16日、東京12チャンネル）
- 二人の素浪人 第6話「抜刀!雨の脇街道」（1972年10月7日、フジテレビ） - おみつ
- 狼・無頼控 第7話「鬼ヶ峠のつむじ風」（1973年11月16日、毎日放送） - おしの
- アイフル大作戦（TBS / 東映）
  - 第33話「美女を盗め! ズッコケ捜査網」（1973年11月24日）
  - 第55話「探偵専科 愛と死のたわむれ」（1974年4月27日）
- どっこい大作 第55話「夢よはばたけ」（1974年、NET / 東映） - 佐藤明子
- どてらい男 第109回「悪の算段」（1975年、関西テレビ） - 中西彌商店・稲田
- 遠山の金さん 第1シリーズ（杉良太郎版・NET）
  - 第13話「沈み金の謎を追え!!」（1975年12月25日）
  - 第32話「逢びきは三途の川で」（1976年5月13日）
- 渥美清の泣いてたまるか 「男は心だよ」（1976年1月11日、TBS） ※90分スペシャル
- 非情のライセンス 第2シリーズ 第66話「兇悪の振子」（1976年、NET / 東映）
- 銭形平次 第509話「男の意地と花一輪」（1976年2月18日、フジテレビ）
- 事件ファイル110 甘ったれるな 第4話「ガールフレンドの贈り物」（1976年2月3日、TBS）
- 江戸を斬る（TBS / C.A.L）
  - 第2部 第21話「目撃者は花嫁」（1976年3月29日）
  - 第5部 第22話「蜆を売ってた若殿様」（1980年7月14日）
- 人魚亭異聞 無法街の素浪人 第4話「横浜どんたく人魚の館」（1976年5月19日、NET） - お雪
- 破れ傘刀舟悪人狩り 第97話「怒濤佐渡の嵐（後編）」（1976年8月3日、NET） - おみよ
- 夫婦旅日記 さらば浪人 第20話「神かくしの村」（1976年8月16日、フジテレビ）
- 水戸黄門（TBS / C.A.L）
  - 第7部 第32話「高嶺の花が俺の嫁‼ -高崎-」（1976年12月27日） - お紺
  - 第10部 第23話「めざす敵はお殿様 -高遠-」（1980年1月21日） - お春
- 桃太郎侍 第34話「儚い恋のはないちもんめ」（1977年5月29日、日本テレビ） - お紺
- Gメン'75 第143話「午前2時に拾った女」（1978年2月18日、TBS / 東映）−並木ひとみ
- 大岡越前 第5部 第22話「父娘の絆」（1978年7月3日、TBS / C.A.L） - お袖
- 疾風同心 第17話「お囃子お新」（1979年1月10日、東京12チャンネル / C.A.L） - お糸

### ラジオ
- MBSヤングタウン（1974年4月〜1975年9月、毎日放送ラジオ）

## 音楽
| #                      | 発売日                 | A/B面                  | タイトル                 | 作詞                   | 作曲                   | 編曲                   | 規格品番               |
| フィリップス・レコード | フィリップス・レコード | フィリップス・レコード | フィリップス・レコード   | フィリップス・レコード | フィリップス・レコード | フィリップス・レコード | フィリップス・レコード |
| ---------------------- | ---------------------- | ---------------------- | ------------------------ | ---------------------- | ---------------------- | ---------------------- | ---------------------- |
| 1                      | 1970年 10月            | A面                    | おさな妻                 | 山口あかり             | 井上かつお             | 井上かつお             | FS-1155                |
| 1                      | 1970年 10月            | B面                    | 傷ついたばら             | 山口あかり             | 井上かつお             | 井上かつお             | FS-1155                |
| 2                      | 1971年 8月             | A面                    | 愛の時間                 | 並木六郎               | 三木たかし             | 三木たかし             | FS-1211                |
| 2                      | 1971年 8月             | B面                    | つりがね草の森           | かぜ耕士               | 三木たかし             | 三木たかし             | FS-1211                |
| 3                      | 1972年 12月            | A面                    | 初想い                   | 有馬三恵子             | 森田公一               | 横内章次               | FS-1729                |
| 3                      | 1972年 12月            | B面                    | 異国                     | 有馬三恵子             | 森田公一               | 横内章次               | FS-1729                |
| 4                      | 1973年 6月             | A面                    | 太陽だって夢をみる       | ちあき哲也             | 高田弘                 | 高田弘                 | FS-1749                |
| 4                      | 1973年 6月             | B面                    | 故郷に帰りたい           | ちあき哲也             | 高田弘                 | 高田弘                 | FS-1749                |
| 東芝EMI                |                        |                        |                          |                        |                        |                        |                        |
| 5                      | 1974年 6月             | A面                    | ひとりぽっちのあなたへ   | 兄野じゅん             | 兄野じゅん             | 木田高介               | TP-20021               |
| 5                      | 1974年 6月             | B面                    | 恋のおとし物             | あいだじゅんこ         | 兄野じゅん             | 木田高介               | TP-20021               |
| 6                      | 1974年 10月            | A面                    | 展覧会の絵               | 林春生                 | 筒美京平               | 高田弘                 | TP-20061               |
| 6                      | 1974年 10月            | B面                    | 燃えるハート             | 林春生                 | 筒美京平               | 高田弘                 | TP-20061               |
| 7                      | 1975年 6月             | A面                    | 朝が来る前に             | はらろっぺい           | 兄野じゅん             | 三保敬太郎             | TP-20119               |
| 7                      | 1975年 6月             | B面                    | あの人                   | 麻生啓介               | 大野雄二               | 大野雄二               | TP-20119               |
| キングレコード         |                        |                        |                          |                        |                        |                        |                        |
| 8                      | 1978年 11月            | A面                    | グッドデイ・グッドタイム | 佐久間皓郎             | R.Lefèvre              | 福井峻                 | GK-265                 |
| 8                      | 1978年 11月            | B面                    | ラスト・シャワー         | 島武実                 | 馬飼野康二             | 馬飼野康二             | GK-265                 |
| 9                      | 1979年 3月             | A面                    | 淡雪の季節               | みなみらんぼう         | みなみらんぼう         | 若草恵                 | GK-282                 |
| 9                      | 1979年 3月             | B面                    | メヌエット               | 島武実                 | 馬飼野康二             | 馬飼野康二             | GK-282                 |

### タイアップ曲
| 年     | 楽曲       | タイアップ                                 |
| ------ | ---------- | ------------------------------------------ |
| 1970年 | おさな妻   | テレビ東京系テレビドラマ「おさな妻」主題歌 |
| 1979年 | 淡雪の季節 | TBS系テレビドラマ「忍ぶ橋」主題歌          |